# Dehlia Timman
Dehlia Timman (Amsterdam, 29 januari 1979) is een Nederlands politica voor D66.
Ze is de dochter van schaakgrootmeester Amsterdammer Jan Timman en psychologe Ilse Dorff, geboren in Suriname en schrijfster van kookboeken (Surinaamse keuken en Surinaams koken).
Ze kreeg haar basisopleiding aan het Barlaeus Gymnasium (1991-1997). Ze ging Nederlands recht studeren aan de Universiteit van Amsterdam. Die studie sloot ze af in 2002/2003. Al tijdens de studie ging ze als bedrijfsjurist aan het werk bij Gerose Vastgoed Ontwikkeling. Dit combineerde ze met een bachelorstudie Algemene economie aan dezelfde universiteit (2003-2006) en een masterstudie (2010-2012) . Ze was een jaar werkzaam als onderzoeksmanager bij het NIPO (2008-2009). In 2010 verbond ze zich aan de gemeente Amsterdam. Vanaf 2010 tot 2014 was ze adviseur Bouwen en Wonen voor Amsterdam-Centrum. Vervolgens werd ze gemeenteraadslid namens D66. Ze was van 2018 tot 2021 voorzitter van de rekencommissie. In juli 2021 werd ze door burgemeester Femke Halsema beëdigd tot voorzitter van stadsdeel Centrum van die stad. Ze volgde Mascha ten Bruggencate op die burgemeester werd in Heiloo.
Ze verklaarde toen wel dat haar ambitie verder reikte, mits het haar gezinsleven niet in de weg zit.